# Alliance du Pacifique
L’Alliance du Pacifique (Alianza del Pacífico en espagnol) est une communauté économique regroupant quatre pays d'Amérique latine, soit le Chili, la Colombie, le Pérou et le Mexique. Elle a été lancée à Lima au Pérou, le 28 avril 2011, par l'Accord du Pacifique ou la Déclaration de Lima. Le projet est le fruit d'une initiative du président du Pérou Alan García Pérez « qui a étendu l'invitation à ses homologues du Chili, de la Colombie, du Mexique et de Panama, en vue d'approfondir l'intégration de ces économies et de définir des actions conjointes visant à consolider les liens économiques avec l'Asie-Pacifique, sur la base des accords commerciaux bilatéraux existants entre les États. » Le Panama a intégré cette alliance en qualité d'observateur, tout comme le Costa Rica,.
Selon la Déclaration de Lima, l'objectif de cette coopération est « d'encourager l'intégration régionale, et ainsi la croissance, le développement et la compétitivité » des économies de ces pays qui s'engagent à « avancer progressivement vers l'objectif d'atteindre la libre circulation des biens, des services, des capitaux et des personnes ».
Le projet cherche à établir un système d'intégration latino-américain qui fasse contrepoids au Mercosur qui constitue actuellement la zone économique la plus grande, la plus peuplée, la plus puissante économiquement et la plus intégré de la région. Alan Garcia, alors président du Pérou, a affirmé que : « Nos quatre pays, et dans le futur proche le Panama, représentent 200 millions d'habitants… Nos quatre pays accaparent 55 % des exportations latinoaméricaines… Ce n'est pas une intégration romantique, une intégration poétique, c'est une intégration réaliste devant le monde et pour le monde ».
Dans le but d'intégrer les pays l'Alliance du Pacifique, il est prévu que les différents États membres appliquent l'Etat de droit, la démocratie et l'ordre constitutionnel, conditions préalables qui ont été acceptées.
Les quatre nations de l'Alliance du Pacifique comptent pour 35 % du PIB de l'Amérique latine. Si l'on considère leur production totale, les quatre nations constitueraient la neuvième économie du monde si elles formaient un seul pays. Les trois pays latinoaméricains membres de l'OCDE, le Mexique, le Chili et la Colombie font partie de l'Alliance du Pacifique,,. Selon l'Organisation mondiale du commerce (OMC), les pays qui font partie de l'Alliance du Pacifique ont exporté près de 445 milliards de $ en 2010, soit près de 60 % de plus que les pays du Mercosur au cours de la même année.
Lors du sommet de la Communauté d'États latino-américains et caraïbes (Celac), l'alliance a annoncé, le 27 janvier 2013, la mise en place, au cours de l'année 2013, d'un accord de libre échange.
L'Alliance du Pacifique vise à l'ouverture de l'économie, l'abolition des tarifs douaniers, ou encore l'intégration des places financières. Le journaliste John Paul Rathbone (The Financial Times), à la tribune d'une conférence organisée pour célébrer la naissance de cette alliance, se félicite : « Alors que d'aucuns ont enterré le consensus de Washington dans la région, certains pays osent dire "stop" [...] et défendre à nouveau le retrait de l’État. En tant que journaliste, j'ai rarement eu l'occasion de participer à une conférence sur l'Amérique latine où les gens échangeaient ainsi l'évidence de leurs convictions libérales. Voici, assurément, un développement dont il faut se réjouir. »

## Sommet présidentiel
1. Lima, 28 avril 2011
2. Mérida, 4 décembre 2011
3. Conférence en ligne, 5 mars 2012
4. Antofagasta, 6 juin 2012
5. Cadix, novembre 2012
6. Santiago, 27 janvier 2013
7. Cali, 23 mai 2013
8. Carthagène des Indes, 8 février 2014
9. Puerto Varas, 28 juillet 2016

## États membres
- Pérou
- Chili
- Colombie
- Mexique

## États observateurs

Membres de l'Alliance du Pacifique.
Observateurs.

- Allemagne
- Australie
- Autriche
- Belgique
- Canada
- Chine
- Corée du Sud
- Costa Rica (en cours d'incorporation)
- Équateur
- Espagne
- États-Unis
- Finlande
- France
- Guatemala
- Honduras
- Inde
- Israël
- Italie
- Japon
- Maroc
- Nouvelle-Zélande
- Panama
- Paraguay
- Pays-Bas
- Portugal
- République dominicaine
- Royaume-Uni
- Salvador
- Singapour
- Suisse
- Turquie
- Uruguay